# حضور (آلبوم)
«حضور» (به انگلیسی: Presence) آلبومی از لد زپلین است که در ۳۱ مارس ۱۹۷۶ منتشر شد.